# Ždímačka
Ždímačka je jednoduchý stroj, sloužící k odstranění přebytečné vody z právě vypraného prádla. V dnešní době je ždímání obvyklou funkcí automatických praček, nicméně princip zůstává nezměněn.

## Princip ždímačky

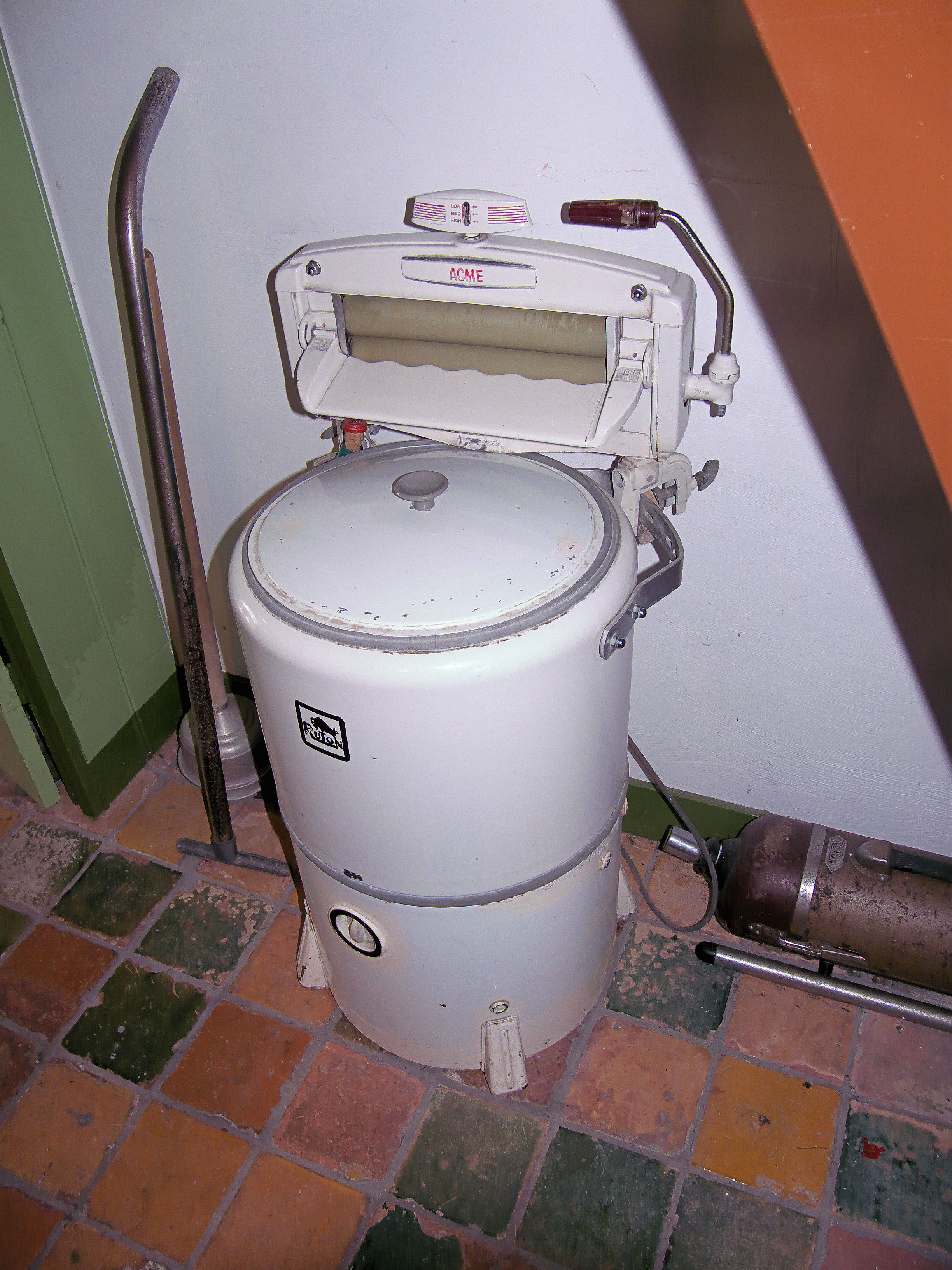
Ždímačka spojená s mandlem.

Základem ždímačky je buben na prádlo poháněný motorem. Roztočením bubnu vznikne odstředivá síla která vytlačí vodu z prádla skrz otvory v bubnu.